# 黒沢定紀
黒沢 定紀（くろさわ さだのり、生年不詳 - 寛保3年7月29日（1743年9月17日））は、江戸時代中期の旗本。通称は兵之助、杢之助。黒沢定當の子。妻は諏訪盛就の娘。息子は杢之助、娘は田沼意次の継室、諏訪盛恭の養女（内藤信就の妻）。

## 略歴
『寛政重修諸家譜』によると、宝永4年（1707年）5月26日に父の跡を継ぎ、石高は590石。享保3年（1718年）4月13日に鉄砲方に任ぜられ、享保6年（1721年）12月18日に布衣を許された。寛保3年（1743年）に死去。